# Scorpaena afuerae
Scorpaena afuerae är en fiskart som beskrevs av Hildebrand, 1946. Scorpaena afuerae ingår i släktet Scorpaena och familjen Scorpaenidae. IUCN kategoriserar arten globalt som livskraftig. Inga underarter finns listade i Catalogue of Life.